# Alfred Stelleman
Alfred Stelleman (ur. 22 października 1966) – holenderski niewidomy kolarz. Mistrz paraolimpijski z Barcelony w 1992 roku. Wicemistrz paraolimpijski z Pekinu w 2008 roku.

## Medale Igrzysk Paraolimpijskich

### 2008
- – Kolarstwo – trial na czas – B&VI 1–3

### 1992
- – Kolarstwo